# Michael McCarron
Michael "Mike" McCarron, född 7 mars 1995, är en amerikansk professionell ishockeyspelare som är kontrakterad till NHL-organisationen Montreal Canadiens och spelar för deras primära samarbetspartner St. John's Icecaps i American Hockey League (AHL). Han har tidigare spelat på lägre nivåer för London Knights och Oshawa Generals i Ontario Hockey League (OHL) och USNTDP Juniors i United States Hockey League (USHL).
McCarron draftades i första rundan i 2013 års draft av Montreal Canadiens som 25:e spelare totalt.

## Statistik
| 2009–2010   | Honeybaked Bantam Major AAA | T1EBHL      | 29  | 12 | 20 | 32  | 44  | —  | —  | — | —  | —  |
| 2010–2011   | Honeybaked U18              | T1EHL U18   | 38  | 6  | 12 | 18  | 88  | —  | —  | — | —  | —  |
| 2011–2012   | USNTDP Juniors              | USHL        | 35  | 3  | 14 | 17  | 112 | 1  | 0  | 1 | 1  | 2  |
|             | U.S. National U17 Team      |             | 53  | 6  | 21 | 27  | 128 | —  | —  | — | —  | —  |
| 2012–2013   | USNTDP Juniors              | USHL        | 19  | 5  | 5  | 10  | 84  | —  | —  | — | —  | —  |
|             | U.S. National U18 Team      |             | 59  | 16 | 21 | 37  | 182 | —  | —  | — | —  | —  |
| 2013–2014   | London Knights              | OHL         | 66  | 14 | 20 | 34  | 120 | 9  | 3  | 2 | 5  | 22 |
| 2014–2015   | London Knights              | OHL         | 25  | 22 | 19 | 41  | 58  | —  | —  | — | —  | —  |
|             | Oshawa Generals             | OHL         | 31  | 6  | 21 | 27  | 70  | 16 | 7  | 6 | 13 | 33 |
| 2015–2016   | Montreal Canadiens          | NHL         | 1   | 0  | 0  | 0   | 4   | —  | —  | — | —  | —  |
|             | St. John's Icecaps          | AHL         | 28  | 13 | 11 | 24  | 48  | —  | —  | — | —  | —  |
| NHL totalt  | NHL totalt                  | NHL totalt  | 1   | 0  | 0  | 0   | 4   | —  | —  | — | —  | —  |
| AHL totalt  | AHL totalt                  | AHL totalt  | 28  | 13 | 11 | 24  | 48  | —  | —  | — | —  | —  |
| OHL totalt  | OHL totalt                  | OHL totalt  | 122 | 42 | 60 | 102 | 248 | 25 | 10 | 8 | 18 | 55 |
| USHL totalt | USHL totalt                 | USHL totalt | 54  | 8  | 19 | 27  | 196 | 1  | 0  | 1 | 1  | 2  |